# Gerda Riedl
Gerda Riedl (* 11. Oktober 1961 in Augsburg) ist eine katholische Theologin und Professorin für Dogmatik.

## Leben
Nach ihrem Abitur am Wernher-von-Braun-Gymnasium in Friedberg nahm sie zum Wintersemester 1981/82 an der Ludwig-Maximilians-Universität in München ein Lehramtsstudium mit den Fächern Latein und Katholische Religionslehre auf. Zum Wintersemester 1985/86 begann sie mit einem Zweitstudium auf Magister mit den Fächern Deutsche Sprache und Literatur des Mittelalters, Neuere Deutsche Literatur sowie Katholische Theologie. Im Frühjahr 1988 legte sie die Erste Staatsprüfung ab und im Februar 1991 die Magisterprüfung. 
Ab 1990 absolvierte Riedl ein Promotionsstudium an der Universität Augsburg. Von 1992 bis 1997 war Riedl wissenschaftliche Mitarbeiterin am Lehrstuhl für Kirchenrecht der Katholisch-Theologischen Fakultät der Universität Augsburg. 1997 wurde sie mit einer Dissertation über das Modell Assisi – Christliches Gebet und interreligiöser Dialog in heilsgeschichtlichem Kontext zum Dr. theol. promoviert. Von 1997 bis 2005 war sie wissenschaftliche Assistentin am selben Lehrstuhl.
Im Jahr 2003 habilitierte sich Riedl im Fach Dogmatik mit der Arbeit Hermeneutische Grundstrukturen frühchristlicher Bekenntnisbildung. Seit 2004 ist sie Gastprofessorin für Dogmatik an der Katholisch-Theologischen Fakultät der Universität Innsbruck. Von 2005 bis zum Wintersemester 2006/07 war sie Lehrstuhlvertreterin im Fach Dogmatik an der Katholisch-Theologischen Fakultät der Universität Augsburg.
Seit 2007 ist sie außerplanmäßige Professorin für Dogmatik an der Universität Augsburg. Zudem ist sie Leiterin der Hauptabteilung VI: Grundsatzfragen: Glaube und Lehre – Hochschule – Gottesdienst und Liturgie im Ordinariat des Bistums Augsburg inne.
2014 wurde Gerda Riedl vom Kardinal-Großmeister Edwin Frederick Kardinal O’Brien zur Dame des Ritterordens vom Heiligen Grab zu Jerusalem ernannt und am 25. Oktober 2014 im Freiburger Münster durch Reinhard Kardinal Marx, Großprior der deutschen Statthalterei, in den Orden investiert.

## Ehrungen und Auszeichnungen
- Augsburger Universitätspreis für herausragende wissenschaftliche Leistungen für ihre Dissertation (1998)[2]
- Albertus-Magnus-Preis der Diözese Augsburg für ihre Dissertation (1999)[3]

## Veröffentlichungen (Auswahl)
- Modell Assisi. Christliches Gebet und interreligiöser Dialog in heilsgeschichtlichem Kontext. Verlag Walter de Gruyter, Berlin/New York 1998, ISBN 3-11-015814-0.
- Hermeneutische Grundstrukturen frühchristlicher Bekenntnisbildung. Verlag Walter de Gruyter, Berlin/New York 2004, ISBN 3-11-017884-2.
- Christlicher Glaubensweg auf weitem Feld: ›Transitus fidei‹ statt ›Hellenisierung des Christentums‹. Theologisches Plädoyer für die endgültige Verabschiedung einer überholten Redeweise. In: Manfred Hauke u. a. (Hrsg.): Donum veritatis. FS Anton Ziegenaus. Pustet-Verlag, Regensburg 2006, S. 41–57.
- „Neues Zeitalter“ versus „Neuer Bund“. Aspekte christlicher Standortbestimmung. Eine kommentierte Bibliographie. In: Forum Katholische Theologie 6 (1990), S. 131–139.